# Ahmed Yasser (voetballer, 1991)
Ahmed Yasser (27 november 1991) is een Egyptische voetballer. Hij speelt als Spits. Momenteel is hij aan de slag in zijn thuisland, bij Al-Masry.

## Statistieken
| Seizoen                                        | Club         | Competitie         | Wedst | Goals |
| ---------------------------------------------- | ------------ | ------------------ | ----- | ----- |
| 2013                                           | K. Lierse SK | Jupiler Pro League | 5     | 0     |
| 2014                                           | Wadi Degla   | Premier League     | 12    | 1     |
| 2014/15                                        | Al-Masry     | Premier League     | 17    | 1     |
| 2015/16                                        | Al-Masry     | Premier League     | 15    | 2     |
| Totaal                                         | Totaal       | Totaal             | 49    | 4     |
| Tabel voor het laatst bijgewerkt op 17-04-2016 |              |                    |       |       |